# Сан Пјер Феделе
Сан Пјер Феделе је насеље у Италији у округу Ређо ди Калабрија, региону Калабрија.
Према процени из 2011. у насељу је живело 263 становника. Насеље се налази на надморској висини од 334 м.